# 袁延文
袁延文（1965年3月—），男，汉族，湖南道县人。中华人民共和国政治人物。曾任湖南省农业农村厅厅长、党组书记。第十三届全国人民代表大会湖南地区代表。

## 生平
袁延文早年在湖南农学院牧医系兽医专业学习，毕业后长期在永州市、衡阳市任职，2001年至2003年出任中共衡东县委副书记、县长。2003年至2006年出任中共衡东县委书记，2006年9月升任中共衡阳市委常委，同年11月改兼任中共耒阳市委书记。2011年，回到长沙，出任湖南省农业厅副厅长、党组成员。2012年，改任湖南省农业厅党组成员，湖南省畜牧水产局局长、党组书记。2017年，任湖南省农业委员会副主任、党组书记。2018年2月，接替刘宗林出任湖南省农业委员会主任。
2018年2月24日，当选为第十三届全国人大代表。同年9月，中共湖南省委常委会对洞庭湖区下塞湖非法矮围问题给予省农委党组书记、主任袁延文（时任省畜牧水产局党组书记、局长）党内严重警告处分。
2018年10月，湖南省农业委员会改置为湖南省农业农村厅，袁延文出任首任厅长。2023年3月26日，因涉嫌严重违纪违法，接受湖南省纪委监委纪律审查和监察调查，同年12月，湖南省纪委以他严重违法违纪，将其开除党籍和公职。